# 云南史料丛刊
《云南史料丛刊》是一部系统搜集、整理云南史料的大型专著，由云南大学教授方国瑜主编，1963年开始编纂，2001年全部出版完成。全书共13卷，1,300万字。

## 编纂出版历程
20世纪30年代，方国瑜开始注意云南史料的搜集、考证问题，但因参编《新纂云南通志》，同时在云南大学任教，无暇编修史料丛刊，仅在阅读古籍后写下札记与评论。1957年靠早年的读书笔记编成《云南民族史史料目录解题》作为教学参考用书，后经多次修改，定名《云南史料目录概说》，该书成为日后《云南史料丛刊》的编纂指南。
1963年，在“以阶级斗争为纲”、批判“史料挂帅”，鼓吹“政治挂帅”、“为革命研究历史”的学术环境中，方国瑜提出编纂《云南史料丛刊》的计划，虽有反对，但因得到云南大学校长高治国、副校长李广田的支持而得以实施。1965年底，《云南史料丛刊》第一辑油印出版，后因“文化大革命”而被迫中止，造反派以《云南史料丛刊》作为方国瑜的“罪状”，将其打入牛棚。1976年10月，方国瑜与徐文德、木芹重启《丛刊》的编纂工作，1978年《丛刊》被列为云南省古籍整理重点项目，1980年云大历史系应届毕业生郑志惠加入纂录校订工作。至1983年，共油印57辑《丛刊》供学者使用，1983年初将第一卷稿交至云南人民出版社，计划出版20卷。方国瑜邀请出生云南文山的学者、全国人大常委会副委员长楚图南为《丛刊》题写书名。同在1983年，《丛刊》被列入国家古籍整理规划重点项目，得到国务院古籍整理办公室的资助。但随着1983年12月方国瑜病故，徐文德、木芹承担繁重教学任务，郑志惠被调至其他部门，《丛刊》的编辑、纂录、出版停滞。
1988年，方国瑜的博士生林超民向云南省人民政府办公厅秘书长吴光范汇报《丛刊》工作及其停滞一事，受到云南省政府重视，省长和志强拨款30万元资助出版。徐文德、木芹、郑志惠继续进行编纂工作，1990年云南人民出版社出版《丛刊》第一卷，后因经费问题再次搁浅。1997年5月，云南大学出版社社长施惟达将《丛刊》列入出版计划，为其提供经费保障，1998年2月新版第一卷出版，至2001年10月，《丛刊》13卷全部出版。
2023年，《云南史料丛刊》（修订版）出版。

## 内容
《云南史料丛刊》收录从汉代至清末散见于各种史籍中的有关云南地方、民族历史的古籍文献与文物资料，全书收史籍400余种、文物资料考说200余篇，并用历史文献学的方法辑佚史料。